# Боротьба на літніх Олімпійських іграх 2008 — кваліфікація
У цій статті представлені подробиці кваліфікаційного відбору на змагання з боротьби на літніх Олімпійських іграх 2008.
Сім місць місця зарезервовані для країни-господарки, Китаю. Решта місць були визначені за підсумками кваліфікаційних змагань, на яких спортсмени завойовували квоти для своєї країни. Міжнародна федерація об'єднаних видів боротьби (FILA) також визначила, що на континентальних чемпіонатах лише країни, які заявили спортсмена в кожній ваговій категорії на чемпіонаті світу 2007 року в Баку, Азербайджан, мали право кваліфікувати свою країну на Олімпійські ігри у цій вазі.

## Перебіг кваліфікації
| Змагання                                | Дисципліна             | Дати                      | Місце                 |
| --------------------------------------- | ---------------------- | ------------------------- | --------------------- |
| Чемпіонат світу 2007                    |                        | 17–23 вересня 2007        | Баку, Азербайджан     |
| Океанський кваліфікаційний турнір       |                        | 8–10 лютого 2008          | Канберра, Австралія   |
| Панамериканський кваліфікаційний турнір |                        | 29 лютого–2 березня 2008  | Колорадо-Спрінгс, США |
| Африканський кваліфікаційний турнір     |                        | 7–9 березня 2008          | Туніс, Туніс          |
| Азійський кваліфікаційний турнір        |                        | 18–23 березня 2008        | Чеджу, Північна Корея |
| Європейський кваліфікаційний турнір     |                        | 1–6 квітня 2008           | Тампере, Фінляндія    |
| 1-й кваліфікаційний турнір              | вільна боротьба        | 18–20 квітня 2008         | Мартіньї, Швейцарія   |
| 1-й кваліфікаційний турнір              | греко-римська боротьба | 9–11 травня 2008          | Рим, Італія           |
| 1-й кваліфікаційний турнір              | жіноча боротьба        | 16–17 травня 2008         | Едмонтон, Канада      |
| 2-й кваліфікаційний турнір              | вільна боротьба        | 2–4 травня 2008           | Варшава, Польща       |
| 2-й кваліфікаційний турнір              | греко-римська боротьба | 23–25 травня 2008         | Нові Сад, Сербія      |
| 2-й кваліфікаційний турнір              | жіноча боротьба        | 31 травня — 1 червня 2008 | Гапаранда, Швеція     |

## Підсумки кваліфікації
| НОК                      | вільна боротьба | вільна боротьба | вільна боротьба | вільна боротьба | вільна боротьба | вільна боротьба | вільна боротьба | греко-римська боротьба | греко-римська боротьба | греко-римська боротьба | греко-римська боротьба | греко-римська боротьба | греко-римська боротьба | греко-римська боротьба | жіноча боротьба | жіноча боротьба | жіноча боротьба | жіноча боротьба | Всього |
| НОК                      | 55              | 60              | 66              | 74              | 84              | 96              | 120             | 55                     | 60                     | 66                     | 74                     | 84                     | 96                     | 120                    | 48              | 55              | 63              | 72              | Всього |
| ------------------------ | --------------- | --------------- | --------------- | --------------- | --------------- | --------------- | --------------- | ---------------------- | ---------------------- | ---------------------- | ---------------------- | ---------------------- | ---------------------- | ---------------------- | --------------- | --------------- | --------------- | --------------- | ------ |
| Албанія (ALB)            |                 | X               |                 |                 |                 |                 |                 |                        |                        |                        |                        |                        | X                      |                        |                 |                 |                 |                 | 2      |
| Алжир (ALG)              |                 |                 |                 |                 |                 |                 |                 |                        |                        | X                      | X                      |                        | X                      |                        |                 |                 |                 |                 | 3      |
| Вірменія (ARM)           |                 | X               | X               |                 | X               |                 |                 | X                      | X                      | X                      | X                      | X                      |                        | X                      |                 |                 |                 |                 | 9      |
| Австралія (AUS)          |                 |                 |                 | X               | X               |                 |                 |                        |                        |                        | X                      |                        |                        |                        | X               |                 |                 |                 | 4      |
| Азербайджан (AZE)        | X               | X               | X               | X               | X               | X               | X               | X                      | X                      | X                      | X                      | X                      |                        | X                      | X               | X               | X               |                 | 16     |
| Білорусь (BLR)           | X               |                 | X               | X               |                 |                 |                 |                        | X                      | X                      | X                      |                        |                        | X                      |                 | X               | X               |                 | 9      |
| Бразилія (BRA)           |                 |                 |                 |                 |                 |                 |                 |                        |                        |                        |                        |                        |                        |                        |                 |                 |                 | X               | 1      |
| Болгарія (BUL)           | X               |                 | X               | X               |                 |                 | X               | X                      | X                      | X                      | X                      |                        | X                      | X                      |                 |                 | X               | X               | 12     |
| Камерун (CMR)            |                 |                 |                 |                 |                 |                 |                 |                        |                        |                        |                        |                        |                        |                        |                 |                 |                 | X               | 1      |
| Канада (CAN)             |                 | X               | X               | X               | X               | X               |                 |                        |                        |                        |                        |                        |                        | X                      | X               | X               | X               | X               | 10     |
| Китай (CHN)              |                 | X               | X               | X               | X               |                 | X               | X                      | X                      | X                      | X                      | X                      | X                      | X                      | X               | X               | X               | X               | 16     |
| Колумбія (COL)           | X               |                 |                 |                 | X               |                 |                 |                        |                        |                        |                        |                        |                        |                        |                 | X               |                 |                 | 3      |
| Куба (CUB)               | X               | X               | X               | X               | X               | X               | X               | X                      | X                      | X                      |                        | X                      |                        | X                      |                 |                 |                 |                 | 12     |
| Чехія (CZE)              |                 |                 |                 |                 |                 |                 |                 |                        |                        |                        |                        |                        | X                      |                        |                 |                 |                 |                 | 1      |
| Данія (DEN)              |                 |                 |                 |                 |                 |                 |                 | X                      |                        |                        | X                      |                        |                        |                        |                 |                 |                 |                 | 2      |
| Єгипет (EGY)             |                 | X               |                 |                 |                 | X               |                 | X                      | X                      |                        |                        |                        | X                      | X                      |                 |                 | X               |                 | 7      |
| Сальвадор (ESA)          |                 |                 |                 |                 |                 |                 |                 |                        |                        |                        |                        |                        |                        |                        | X               |                 |                 |                 | 1      |
| Фінляндія (FIN)          |                 |                 |                 |                 |                 |                 |                 |                        | X                      |                        |                        |                        |                        |                        |                 |                 |                 |                 | 1      |
| Франція (FRA)            |                 |                 |                 |                 |                 | X               |                 |                        | X                      | X                      | X                      | X                      |                        | X                      | X               |                 | X               | X               | 9      |
| Грузія (GEO)             | X               |                 | X               | X               | X               | X               |                 | X                      | X                      |                        | X                      | X                      | X                      |                        |                 |                 |                 |                 | 10     |
| Німеччина (GER)          |                 |                 |                 |                 | X               | X               |                 |                        |                        | X                      | X                      |                        | X                      |                        | X               |                 |                 | X               | 7      |
| Греція (GRE)             |                 |                 |                 | X               |                 |                 |                 |                        |                        |                        |                        |                        | X                      | X                      |                 |                 |                 |                 | 3      |
| Гуам (GUM)               |                 |                 |                 |                 |                 |                 |                 |                        |                        |                        |                        |                        |                        |                        |                 |                 | X               |                 | 1      |
| Гвінея-Бісау (GBS)       |                 |                 |                 | X               |                 |                 |                 |                        |                        |                        |                        |                        |                        |                        |                 |                 |                 |                 | 1      |
| Угорщина (HUN)           |                 |                 |                 | X               |                 | X               | X               |                        |                        | X                      | X                      | X                      | X                      | X                      |                 |                 | X               |                 | 9      |
| Індія (IND)              |                 | X               | X               |                 |                 |                 | X               |                        |                        |                        |                        |                        |                        |                        |                 |                 |                 |                 | 3      |
| Іран (IRI)               | X               | X               | X               | X               | X               | X               | X               | X                      |                        | X                      |                        | X                      | X                      | X                      |                 |                 |                 |                 | 12     |
| Італія (ITA)             |                 |                 |                 |                 |                 |                 |                 |                        |                        |                        |                        | X                      | X                      |                        |                 |                 |                 |                 | 2      |
| Японія (JPN)             | X               | X               | X               |                 |                 |                 |                 |                        | X                      |                        |                        | X                      | X                      |                        | X               | X               | X               | X               | 10     |
| Казахстан (KAZ)          | X               | X               | X               |                 | X               | X               | X               | X                      | X                      | X                      | X                      | X                      | X                      |                        | X               | X               | X               | X               | 16     |
| Киргизстан (KGZ)         |                 | X               |                 | X               |                 | X               |                 |                        | X                      | X                      |                        |                        |                        |                        |                 |                 |                 |                 | 5      |
| Литва (LTU)              |                 |                 |                 |                 |                 |                 |                 |                        |                        | X                      | X                      |                        | X                      | X                      |                 |                 |                 |                 | 4      |
| Північна Македонія (MKD) |                 | X               |                 |                 |                 |                 |                 |                        |                        |                        |                        |                        |                        |                        |                 |                 |                 |                 | 1      |
| Мексика (MEX)            |                 |                 |                 |                 |                 |                 | X               |                        |                        |                        |                        |                        |                        |                        |                 |                 |                 |                 | 1      |
| Молдова (MDA)            |                 |                 |                 |                 |                 | X               |                 |                        |                        |                        |                        |                        |                        |                        |                 | X               |                 |                 | 2      |
| Монголія (MGL)           | X               |                 | X               |                 | X               |                 |                 |                        |                        |                        |                        |                        |                        |                        | X               | X               | X               |                 | 6      |
| Нігерія (NGR)            |                 |                 |                 |                 |                 |                 | X               |                        |                        |                        |                        |                        |                        |                        |                 |                 |                 | X               | 2      |
| Північна Корея (PRK)     | X               |                 | X               |                 |                 |                 |                 | X                      |                        |                        |                        |                        |                        |                        |                 |                 |                 |                 | 3      |
| Норвегія (NOR)           |                 |                 |                 |                 |                 |                 |                 |                        | X                      |                        |                        |                        |                        |                        |                 |                 |                 |                 | 1      |
| Палау (PLW)              |                 |                 |                 |                 |                 |                 | X               | X                      |                        |                        |                        |                        |                        |                        |                 |                 |                 |                 | 2      |
| Перу (PER)               |                 |                 |                 |                 |                 |                 |                 |                        |                        |                        | X                      |                        |                        |                        |                 |                 |                 |                 | 1      |
| Польща (POL)             |                 |                 |                 | X               | X               | X               | X               |                        |                        |                        | X                      | X                      |                        | X                      |                 |                 | X               | X               | 9      |
| Румунія (ROU)            | X               |                 |                 | X               |                 |                 | X               | X                      | X                      | X                      |                        |                        |                        |                        | X               | X               |                 |                 | 8      |
| Росія (RUS)              | X               | X               | X               | X               | X               | X               | X               | X                      | X                      | X                      | X                      | X                      | X                      | X                      | X               | X               | X               | X               | 18     |
| Сенегал (SEN)            | X               |                 |                 |                 |                 |                 |                 |                        |                        |                        |                        |                        |                        |                        |                 |                 |                 |                 | 1      |
| Сербія (SRB)             |                 |                 |                 |                 |                 |                 |                 | X                      | X                      |                        |                        |                        |                        |                        |                 |                 |                 |                 | 2      |
| Словаччина (SVK)         |                 |                 |                 |                 |                 |                 | X               |                        |                        |                        |                        | X                      |                        |                        |                 |                 |                 |                 | 2      |
| ПАР (RSA)                |                 |                 | X               |                 |                 |                 |                 |                        |                        |                        |                        |                        |                        |                        |                 |                 |                 |                 | 1      |
| Південна Корея (KOR)     | X               | X               | X               | X               |                 |                 | X               | X                      | X                      | X                      |                        | X                      | X                      |                        | X               |                 |                 |                 | 11     |
| Іспанія (ESP)            | X               |                 |                 |                 |                 |                 |                 |                        |                        |                        |                        |                        |                        |                        |                 |                 | X               | X               | 3      |
| Швеція (SWE)             |                 |                 |                 |                 |                 |                 |                 |                        |                        |                        |                        | X                      |                        | X                      | X               | X               |                 | X               | 5      |
| Швейцарія (SUI)          |                 |                 | X               |                 |                 |                 |                 |                        |                        |                        |                        |                        |                        |                        |                 |                 |                 |                 | 1      |
| Таджикистан (TJK)        |                 | X               |                 |                 | X               |                 |                 |                        |                        |                        |                        |                        |                        |                        |                 |                 |                 |                 | 2      |
| Туніс (TUN)              |                 |                 |                 |                 | X               |                 |                 |                        |                        |                        |                        | X                      |                        |                        |                 | X               |                 |                 | 3      |
| Туреччина (TUR)          | X               | X               | X               | X               | X               | X               | X               |                        | X                      | X                      | X                      | X                      | X                      | X                      |                 |                 |                 |                 | 13     |
| Україна (UKR)            |                 | X               | X               | X               | X               | X               | X               | X                      |                        | X                      | X                      | X                      | X                      | X                      | X               | X               | X               | X               | 16     |
| США (USA)                | X               | X               | X               | X               | X               | X               | X               | X                      |                        | X                      | X                      | X                      | X                      | X                      | X               | X               | X               | X               | 17     |
| Узбекистан (UZB)         | X               |                 |                 | X               | X               | X               | X               | X                      | X                      |                        |                        |                        |                        | X                      |                 |                 |                 |                 | 8      |
| Венесуела (VEN)          |                 |                 |                 |                 |                 | X               |                 |                        |                        |                        |                        |                        |                        |                        | X               | X               |                 |                 | 3      |
| Всього: 59 НОК           | 19              | 19              | 21              | 21              | 20              | 19              | 20              | 19                     | 20                     | 20                     | 20                     | 20                     | 20                     | 20                     | 17              | 16              | 17              | 16              | 344    |

## вільна боротьба, до чоловіки
- Місце за квотою надається відповідному НОК, а не спортсмену, що виборов його у кваліфікаційних змаганнях.

### 55 кг
| Змагання                                   | Квоти | Спортсмени, що кваліфікувались |
| ------------------------------------------ | ----- | --- |
| Чемпіонат світу 2007                       | 8     | Бесік Кудухов (RUS) Баяраагійн Наранбаатар (MGL) Різван Гаджієв (BLR) Енді Морено (CUB) Сезер Акгюль (TUR) Дільшод Мансуров (UZB) Фреді Серрано (COL) Жассулан Мухтарбекули (KAZ) |
| Чемпіонат Океанії з боротьби 2008          | 0     | — |
| Панамериканський чемпіонат з боротьби 2008 | 1     | Генрі Сехудо (USA) |
| Чемпіонат Африки з боротьби 2008           | 1     | Адама Діатта (SEN) |
| Чемпіонат Азії з боротьби 2008             | 1     | Томохіро Мацунаґа (JPN) |
| Чемпіонат Європи з боротьби 2008           | 1     | Франциско Санчес (ESP) |
| 1-й світовий кваліфікаційний турнір        | 4     | Радослав Великов (BUL) Кім Хьо Соп (KOR) Намік Севдімов (AZE) Аббас Даббагі (IRI)                                                                                                 |
| 2-й світовий кваліфікаційний турнір        | 3     | Ян Кьон Іл (PRK) Бесаріон Гочашвілі (GEO) Петру Тоарка (ROU) |
| Запрошення / Приймаюча країна              | 0     | — |
| Всього                                     | 19    | |

### 60 кг
| Змагання                                   | Квоти | Спортсмени, що кваліфікувались |
| ------------------------------------------ | ----- | --- |
| Чемпіонат світу 2007                       | (8) 7 | Мавлет Батиров (RUS) Анатолій Гуйдя (BUL) Базар Базаргуруєв (KGZ) Сагіт Призрені (ALB) Тевфік Одабаші (TUR) Кін Хе (CHN) Самат Жакупов (KAZ) Мурад Рамазанов (MKD) |
| Чемпіонат Океанії з боротьби 2008          | 0     | — |
| Панамериканський чемпіонат з боротьби 2008 | 1     | Гіві Сісаурі (CAN) |
| Чемпіонат Африки з боротьби 2008           | 1     | Хассан Мадані (EGY) |
| Чемпіонат Азії з боротьби 2008             | 1     | Йогешвар Дутт (IND) |
| Чемпіонат Європи з боротьби 2008           | 1     | Василь Федоришин (UKR) |
| 1-й світовий кваліфікаційний турнір        | 4     | Яндро Кінтана (CUB) Зелімхан Гусейнов (AZE) Віталій Корякін (TJK) Морад Могаммаді (IRI)                                                                            |
| 2-й світовий кваліфікаційний турнір        | 3     | Кен'їті Юмото (JPN) Кім Йон Да (KOR) Мартін Берберян (ARM) |
| Запрошення / Приймаюча країна              | 1     | Майк Задік (USA) |
| Всього                                     | 19    | |

### 66 кг
| Змагання                                   | Квоти | Спортсмени, що кваліфікувались |
| ------------------------------------------ | ----- | --- |
| Чемпіонат світу 2007                       | 8     | Рамазан Шахін (TUR) Геандрі Гарсон (CUB) Отар Тушишвілі (GEO) Ірбек Фарнієв (RUS) Дуг Шваб (USA) Андрій Стаднік (UKR) Сушил Кумар (IND) Буянжавин Батзоріг (MGL) |
| Чемпіонат Океанії з боротьби 2008          | 0     | — |
| Панамериканський чемпіонат з боротьби 2008 | 1     | Гайслан Гарсія (CAN) |
| Чемпіонат Африки з боротьби 2008           | 1     | Генріх Барнс (RSA) |
| Чемпіонат Азії з боротьби 2008             | 1     | Кадзухіко Ікемацу (JPN) |
| Чемпіонат Європи з боротьби 2008           | 1     | Емін Азізов (AZE) |
| 1-й світовий кваліфікаційний турнір        | 4     | Мехді Тагаві (IRI) Серафим Барзаков (BUL) Альберт Батиров (BLR) Сурен Маркосян (ARM)                                                                             |
| 2-й світовий кваліфікаційний турнір        | 3     | Ян Чун Сон (PRK) Леонід Спиридонов (KAZ) Чон Йон Хо (KOR) |
| Запрошення / Приймаюча країна              | 2     | Ван Цян (CHN) Григорій Саррасін (SUI) |
| Всього                                     | 21    | |

### 74 кг
| Змагання                                   | Квоти | Спортсмени, що кваліфікувались |
| ------------------------------------------ | ----- | --- |
| Чемпіонат світу 2007                       | 8     | Махач Муртазалієв (RUS) Ібрагім Алдатов (UKR) Іван Фундора (CUB) Чамсулвара Чамсулвараєв (AZE) Георгіца Штефан (ROU) Джо Гескетт (USA) Габор Хатош (HUN) Гела Сагірашвілі (GEO) |
| Чемпіонат Океанії з боротьби 2008          | 1     | Алі Абдо (AUS) |
| Панамериканський чемпіонат з боротьби 2008 | 1     | Метт Джентрі (CAN) |
| Чемпіонат Африки з боротьби 2008           | 1     | Аугусто Мідана (GBS) |
| Чемпіонат Азії з боротьби 2008             | 1     | Чо Бьон Гван (KOR) |
| Чемпіонат Європи з боротьби 2008           | 1     | Мурад Гайдаров (BLR) |
| 1-й світовий кваліфікаційний турнір        | 4     | Сослан Тігієв (UZB) Алі Асгар Базрі (IRI) Крістіан Бжозовський (POL) Кирил Терзієв (BUL)                                                                                        |
| 2-й світовий кваліфікаційний турнір        | 3     | Арсен Гітінов (KGZ) Ахмет Гюльхан (TUR) Емзаріос Бентінідіс (GRE) |
| Запрошення / Приймаюча країна              | 1     | Сі Рігулен (CHN) |
| Всього                                     | 21    | |

### 84 кг
| Змагання                                   | Квоти | Спортсмени, що кваліфікувались |
| ------------------------------------------ | ----- | --- |
| Чемпіонат світу 2007                       | 8     | Георгій Кетоєв (RUS) Юсуп Абдусаломов (TJK) Заурбек Сохієв (UZB) Реза Яздані (IRI) Серхат Бальчі (TUR) Джо Вільямс (USA) Давид Бічинашвілі (GER) Тревіс Кросс (CAN) |
| Чемпіонат Океанії з боротьби 2008          | 1     | Сандіп Кумар (AUS) |
| Панамериканський чемпіонат з боротьби 2008 | 1     | Харліс Москера (COL) |
| Чемпіонат Африки з боротьби 2008           | 1     | Аднен Рімі (TUN) |
| Чемпіонат Азії з боротьби 2008             | 1     | Ван Ін (CHN) |
| Чемпіонат Європи з боротьби 2008           | 1     | Реваз Міндорашвілі (GEO) |
| 1-й світовий кваліфікаційний турнір        | 4     | Науруз Темрезов (AZE) Чагнадорьїн Ганзоріг (MGL) Арутюн Єнокян (ARM) Ройланді Сун'їга (CUB)                                                                         |
| 2-й світовий кваліфікаційний турнір        | 3     | Тарас Данько (UKR) Геннадій Лалієв (KAZ) Радослав Горбік (POL) |
| Запрошення / Приймаюча країна              | 0     | — |
| Всього                                     | 20    | |

### 96 кг
| Змагання                                   | Квоти | Спортсмени, що кваліфікувались |
| ------------------------------------------ | ----- | --- |
| Чемпіонат світу 2007                       | 8     | Хаджимурат Гацалов (RUS) Саїд Ебрахімі (IRI) Курбан Курбанов (UZB) Данієль Корм'є (USA) Хакан Коч (TUR) Олексій Крупняков (KGZ) Василь Тисменецький (UKR) Стефан Кехрер (GER) |
| Чемпіонат Океанії з боротьби 2008          | 0     | — |
| Панамериканський чемпіонат з боротьби 2008 | 1     | Мічель Батіста (CUB) |
| Чемпіонат Африки з боротьби 2008           | 1     | Салех Емара (EGY) |
| Чемпіонат Азії з боротьби 2008             | 1     | Даулет Шабанбай (KAZ) |
| Чемпіонат Європи з боротьби 2008           | 1     | Гіоргі Гогшелідзе (GEO) |
| 1-й світовий кваліфікаційний турнір        | 4     | Хетаг Газюмов (AZE) Микола Чебан (MDA) Девід Зільберман (CAN) Луїс Вівенес (VEN)                                                                                              |
| 2-й світовий кваліфікаційний турнір        | 3     | Вінсент Ака-Акессе (FRA) Гергей Кішш (HUN) Матеуш Гуцман (POL) |
| Запрошення / Приймаюча країна              | 0     | — |
| Всього                                     | 19    | |

### 120 кг
| Змагання                                   | Квоти | Спортсмени, що кваліфікувались |
| ------------------------------------------ | ----- | --- |
| Чемпіонат світу 2007                       | 8     | Білял Махов (RUS) Алексіс Родрігес (CUB) Вадим Тасоєв (UKR) Артур Таймазов (UZB) Фатіх Чакіроглу (TUR) Томмі Роуландс (USA) Го Сон Чин (KOR) Божидар Бояджієв (BUL) |
| Чемпіонат Океанії з боротьби 2008          | 1     | Флоріан Скіланг Теменгіл (PLW) |
| Панамериканський чемпіонат з боротьби 2008 | 1     | Лоуренс Ланговський (MEX) |
| Чемпіонат Африки з боротьби 2008           | 1     | Вільсон С'єварі (NGR) |
| Чемпіонат Азії з боротьби 2008             | 1     | Фардін Масумі (IRI) |
| Чемпіонат Європи з боротьби 2008           | 1     | Алі Ісаєв (AZE) |
| 1-й світовий кваліфікаційний турнір        | 4     | Давид Мусульбес (SVK) Раджив Томар (IND) Бартоломей Бортницький (POL) Марид Муталімов (KAZ)                                                                         |
| 2-й світовий кваліфікаційний турнір        | 3     | Лян Лей (CHN) Отто Аубелі (HUN) Рареш Чинтоан (ROU) |
| Запрошення / Приймаюча країна              | 0     | — |
| Всього                                     | 20    | |

## Греко-римська боротьба

### 55 кг
| Змагання                                   | Квоти | Спортсмени, що кваліфікувались |
| ------------------------------------------ | ----- | --- |
| Чемпіонат світу 2007                       | 8     | Гамід Сурян (IRI) Пак Ин Чхол (KOR) Назир Манкієв (RUS) Християн Фрис (SRB) Ільдар Хафізов (UZB) Ліндсей Дурлакер (USA) Ліндсей Дурлакер (ROU) Андерс Ніблом (DEN) |
| Чемпіонат Океанії з боротьби 2008          | 1     | Елгін Лорен Елвайс (PLW) |
| Панамериканський чемпіонат з боротьби 2008 | 1     | Ягнієр Ернандес (CUB) |
| Чемпіонат Африки з боротьби 2008           | 1     | Мостафа Мохамед (EGY) |
| Чемпіонат Азії з боротьби 2008             | 1     | Чха Кван Су (PRK) |
| Чемпіонат Європи з боротьби 2008           | 1     | Ровшан Байрамов (AZE) |
| 1-й світовий кваліфікаційний турнір        | 4     | Цзяо Хуафен (CHN) Александар Костадінов (BUL) Лаша Гогітадзе (GEO) Роман Амоян (ARM)                                                                               |
| 2-й світовий кваліфікаційний турнір        | (3) 2 | Асет Іманбаєв (KAZ) Юрій Коваль (UKR) Петер Модош (HUN). |
| Запрошення / Приймаюча країна              | 0     | — |
| Всього                                     | 19    | |

### 60 кг
| Змагання                                   | Квоти | Спортсмени, що кваліфікувались |
| ------------------------------------------ | ----- | --- |
| Чемпіонат світу 2007                       | 8     | Давид Бедінадзе (GEO) Макото Сасамото (JPN) Чон Джі Хьон (KOR) Еусебіо Діакону (ROU) Юрій Дубінін (BLR) Яркко Ала-Хуйкку (FIN) Нурбакит Тенгізбаєв (KAZ) Ісламбек Альбієв (RUS) |
| Чемпіонат Океанії з боротьби 2008          | 0     | — |
| Панамериканський чемпіонат з боротьби 2008 | 1     | Роберто Монсон (CUB) |
| Чемпіонат Африки з боротьби 2008           | 1     | Ашраф ель Гарабли (EGY) |
| Чемпіонат Азії з боротьби 2008             | 1     | Руслан Тюменбаєв (KGZ) |
| Чемпіонат Європи з боротьби 2008           | 1     | Армен Назарян (BUL) |
| 1-й світовий кваліфікаційний турнір        | 4     | Давор Штефанек (SRB) Дільшод Аріпов (UZB) Віталій Рагімов (AZE) Сонер Суку (TUR)                                                                                                |
| 2-й світовий кваліфікаційний турнір        | 3     | Себастьєн Ідальго (FRA) Стіг Андре Берге (NOR) Карен Мнацаканян (ARM) |
| Запрошення / Приймаюча країна              | 1     | Шен Цзян (CHN) |
| Всього                                     | 20    | |

### 66 кг
| Змагання                                   | Квоти | Спортсмени, що кваліфікувались |
| ------------------------------------------ | ----- | --- |
| Чемпіонат світу 2007                       | 8     | Фарід Мансуров (AZE) Стів Гено (FRA) Ніколай Гергов (BUL) Джастін Лестер (USA) Арман Адікян (ARM) Тамаш Лерінц (HUN) Дархан Баяхметов (KAZ) Олександр Хвощ (UKR) |
| Чемпіонат Океанії з боротьби 2008          | 0     | — |
| Панамериканський чемпіонат з боротьби 2008 | 1     | Алан Міліан (CUB) |
| Чемпіонат Африки з боротьби 2008           | 1     | Мухамед Серір (ALG) |
| Чемпіонат Азії з боротьби 2008             | 1     | Кім Мін Чул (KOR) |
| Чемпіонат Європи з боротьби 2008           | 1     | Йон Панаїт (ROU) |
| 1-й світовий кваліфікаційний турнір        | 4     | Сергій Коваленко (RUS) Алі Мухаммаді (IRI) Михайло Семенов (BLR) Канатбек Бегалієв (KGZ)                                                                         |
| 2-й світовий кваліфікаційний турнір        | 3     | Шереф Ероглу (TUR) Александрас Казакевичюс (LTU) Маркус Тетнер (GER)                                                                                             |
| Запрошення / Приймаюча країна              | 1     | Лі Янян (CHN) |
| Всього                                     | 20    | |

### 74 кг
| Змагання                                   | Квоти | Спортсмени, що кваліфікувались |
| ------------------------------------------ | ----- | --- |
| Чемпіонат світу 2007                       | 8     | Явор Янакієв (BUL) Марк Мадсен (DEN) Валдемарас Венцкайтіс (LTU) Крістоф Гено (FRA) Роман Мелешин (KAZ) Юліан Квіт (POL) Петер Бачі (HUN) Костянтин Шнайдер (GER) |
| Чемпіонат Океанії з боротьби 2008          | 1     | Хассан Шахсаван (AUS) |
| Панамериканський чемпіонат з боротьби 2008 | 1     | Сиксто Баррера (PER) |
| Чемпіонат Африки з боротьби 2008           | 1     | Мессауд Зегдан (ALG) |
| Чемпіонат Азії з боротьби 2008             | 1     | Чан Юнсян (CHN) |
| Чемпіонат Європи з боротьби 2008           | 1     | Шереф Тюфенк (TUR) |
| 1-й світовий кваліфікаційний турнір        | 4     | Манучар Квірквелія (GEO) Ільгар Абдулов (AZE) Вартерес Самургашев (RUS) Ті Сі Данцлер (USA)                                                                       |
| 2-й світовий кваліфікаційний турнір        | 3     | Володимир Шацьких (UKR) Олександр Кікіньов (BLR) Арсен Джулфалакян (ARM)                                                                                          |
| Запрошення / Приймаюча країна              | 0     | — |
| Всього                                     | 20    | |

### 84 кг
| Змагання                                   | Квоти | Спортсмени, що кваліфікувались |
| ------------------------------------------ | ----- | --- |
| Чемпіонат світу 2007                       | 8     | Олексій Мішин (RUS) Бред Верінг (USA) Саман Тахмасебі (IRI) Бадрі Хасая (GEO) Кім Чон Соп (KOR) Ара Абрахамян (SWE) Назмі Авлуджа (TUR) Золтан Фодор (HUN) |
| Чемпіонат Океанії з боротьби 2008          | 0     | — |
| Панамериканський чемпіонат з боротьби 2008 | 1     | Юніор Естрада (CUB) |
| Чемпіонат Африки з боротьби 2008           | 1     | Хайкей Ашурі (TUN) |
| Чемпіонат Азії з боротьби 2008             | 1     | Сінго Мацумото (JPN) |
| Чемпіонат Європи з боротьби 2008           | 1     | Андреа Мінгуцці (ITA) |
| 1-й світовий кваліфікаційний турнір        | 4     | Мелонін Ноумонві (FRA) Андрій Самохін (KAZ) Артур Михалкевич (POL) Олександр Дараган (UKR)                                                                 |
| 2-й світовий кваліфікаційний турнір        | 3     | Шалва Гадабадзе (AZE) Аттіла Батки (SVK) Денис Форов (ARM)                                                                                                 |
| Запрошення / Приймаюча країна              | 1     | Ма Саньї (CHN) |
| Всього                                     | 20    | |

### 96 кг
| Змагання                                   | Квоти | Спортсмени, що кваліфікувались |
| ------------------------------------------ | ----- | --- |
| Чемпіонат світу 2007                       | 8     | Рамаз Нозадзе (GEO) Міндаугас Ежерскіс (LTU) Гасем Резаеї (IRI) Марек Швець (CZE) Кендзо Като (JPN) Дайгоро Тімончіні (ITA) Еліс Гурі (ALB) Асет Мамбетов (KAZ) |
| Чемпіонат Океанії з боротьби 2008          | 0     | — |
| Панамериканський чемпіонат з боротьби 2008 | 1     | Джастін Руїз (USA) |
| Чемпіонат Африки з боротьби 2008           | 1     | Самір Бугерра (ALG) |
| Чемпіонат Азії з боротьби 2008             | 1     | Хан Те Йон (KOR) |
| Чемпіонат Європи з боротьби 2008           | 1     | Асланбек Хуштов (RUS) |
| 1-й світовий кваліфікаційний турнір        | 4     | Калоян Дінчев (BUL) Лайош Віраг (HUN) Олег Крьока (UKR) Мехмет Озал (TUR)                                                                                       |
| 2-й світовий кваліфікаційний турнір        | 3     | Карам Габер (EGY) Теодорос Тунусідіс (GRE) Мірко Енґліх (GER)                                                                                                   |
| Запрошення / Приймаюча країна              | 1     | Цзян Хуачень (CHN) |
| Всього                                     | 20    | |

### 120 кг
| Змагання                                   | Квоти | Спортсмени, що кваліфікувались |
| ------------------------------------------ | ----- | --- |
| Чемпіонат світу 2007                       | 8     | Міхайн Лопес (CUB) Хасан Бароєв (RUS) Дремієль Баєрс (USA) Юрій Патрикеєв (ARM) Янник Щепаняк (FRA) Міхай Деак-Бардош (HUN) Чугошвілі Йосип Іванович (BLR) Давид Салдадзе (UZB) |
| Чемпіонат Океанії з боротьби 2008          | 0     | — |
| Панамериканський чемпіонат з боротьби 2008 | 1     | Арі Тауб (CAN) |
| Чемпіонат Африки з боротьби 2008           | 1     | Яссер Сакр (EGY) |
| Чемпіонат Азії з боротьби 2008             | 1     | Масуд Хашемзаде (IRI) |
| Чемпіонат Європи з боротьби 2008           | 1     | Атілла Гюзель (TUR) |
| 1-й світовий кваліфікаційний турнір        | 4     | Панайотіс Пападопулос (GRE) Міндаугас Мізгайтіс (LTU) Марек Мікульський (POL) Антон Ботєв (AZE)                                                                                 |
| 2-й світовий кваліфікаційний турнір        | 3     | Джалмар Сьоберг (SWE) Олександр Чернецький (UKR) Іван Іванов (BUL) |
| Запрошення / Приймаюча країна              | 1     | Лю Делі (CHN) |
| Всього                                     | 20    | |

## Жіноча боротьба

### 48 кг
| Змагання                                   | Квоти | Спортсмени, що кваліфікувались |
| ------------------------------------------ | ----- | --- |
| Чемпіонат світу 2007                       | 8     | Тіхару Ітьо (JPN) Ірина Мерлені (UKR) Маєліс Каріпа (VEN) Лі Сяомей (CHN) Керол Він (CAN) Стефані Мурата (USA) Марія Стадник (AZE) Софія Маттссон (SWE) |
| Чемпіонат Океанії з боротьби 2008          | 1     | Кайла Бремнер (AUS) |
| Панамериканський чемпіонат з боротьби 2008 | 1     | Інгрид Медрано (ESA) |
| Чемпіонат Африки з боротьби 2008           | (1) 0 | Назіха Гамза (TUN) |
| Чемпіонат Азії з боротьби 2008             | 1     | Цогтбазарин Енхжаргал (MGL) |
| Чемпіонат Європи з боротьби 2008           | 1     | Ванесса Бубріемм (FRA) |
| 1-й світовий кваліфікаційний турнір        | 2     | Ельза Тазетдінова (RUS) Кім Хьон Чо (KOR) |
| 2-й світовий кваліфікаційний турнір        | (2) 3 | Тетяна Бакатюк (KAZ) Естера Добре (ROU) Олександра Енгельгардт (GER)                                                                                    |
| Запрошення / Приймаюча країна              | 0     | — |
| Всього                                     | 17    | |

### 55 kg
| Змагання                                   | Квоти | Спортсмени, що кваліфікувались |
| ------------------------------------------ | ----- | --- |
| Чемпіонат світу 2007                       | 8     | Саорі Йосіда (JPN) Іда-Тереза Карлссон (SWE) Наталія Гольц (RUS) Ольга Смирнова (KAZ) Тетяна Лазарєва (UKR) Олена Філіппова (BLR) Жаклін Рентерія (COL) Юлія Раткевич (AZE) |
| Чемпіонат Океанії з боротьби 2008          | 0     | — |
| Панамериканський чемпіонат з боротьби 2008 | 1     | Тоня Вербік (CAN) |
| Чемпіонат Африки з боротьби 2008           | 1     | Марва Амрі (TUN) |
| Чемпіонат Азії з боротьби 2008             | 1     | Сюй Лі (CHN) |
| Чемпіонат Європи з боротьби 2008           | 1     | Людмила Кристя (MDA) |
| 1-й світовий кваліфікаційний турнір        | 2     | Марсія Андрадес (VEN) Марсі Ван Дусен (USA) |
| 2-й світовий кваліфікаційний турнір        | 2     | Ана-Марія Павел (ROU) Найдангійн Отгонжаргал (MGL) |
| Запрошення / Приймаюча країна              | 0     | — |
| Всього                                     | 16    | |

### 63 кг
| Змагання                                   | Квоти | Спортсмени, що кваліфікувались |
| ------------------------------------------ | ----- | --- |
| Чемпіонат світу 2007                       | 8     | Каорі Ітьо (JPN) Олена Шалигіна (KAZ) Сара Макманн (USA) Моніка Рог'єн (POL) Ліз Легран (FRA) Юлія Остапчук (UKR) Олеся Замула (AZE) Сюй Хайянь (CHN) |
| Чемпіонат Океанії з боротьби 2008          | 1     | Марія Данн (GUM) |
| Панамериканський чемпіонат з боротьби 2008 | 1     | Мартіна Дюгреньє (CAN) |
| Чемпіонат Африки з боротьби 2008           | 1     | Гаят Фарак (EGY) |
| Чемпіонат Азії з боротьби 2008             | 1     | Бадрахин Одончимег (MGL) |
| Чемпіонат Європи з боротьби 2008           | 1     | Альона Карташова (RUS) |
| 1-й світовий кваліфікаційний турнір        | 2     | Ольга Хілько (BLR) Тереза Мендес (ESP) |
| 2-й світовий кваліфікаційний турнір        | 2     | Еліна Васева (BUL) Маріанна Шаштін (HUN) |
| Запрошення / Приймаюча країна              | 0     | — |
| Всього                                     | 17    | |

### 72 кг
| Змагання                                   | Квоти | Спортсмени, що кваліфікувались |
| ------------------------------------------ | ----- | --- |
| Чемпіонат світу 2007                       | 8     | Станка Златева (BUL) Крісті Марано (USA) Гюзель Манюрова (RUS) Ольга Жанібекова (KAZ) Майдер Унда (ESP) Ван Сюй (CHN) Єнні Франссон (SWE) Світлана Саєнко (UKR) |
| Чемпіонат Океанії з боротьби 2008          | 0     | — |
| Панамериканський чемпіонат з боротьби 2008 | 1     | Охенева Акуффо (CAN) |
| Чемпіонат Африки з боротьби 2008           | 1     | Анабель Алі (CMR) |
| Чемпіонат Азії з боротьби 2008             | 1     | Кьоко Хамаґуті (JPN) |
| Чемпіонат Європи з боротьби 2008           | 1     | Аніта Шетцле (GER) |
| 1-й світовий кваліфікаційний турнір        | 2     | Агнєшка Вєщек (POL) Розанжела Консейсан (BRA) |
| 2-й світовий кваліфікаційний турнір        | 2     | Амарачі Обіаджунва (NGR) Одрі Прієто (FRA) |
| Запрошення / Приймаюча країна              | 0     | — |
| Всього                                     | 16    | |

## Уточнення
1. 1 2 3 4 5 6 7 8 9 10 11  На Чемпіонат Океанії 2008 було виділено сім квот (стать не вказано).
2. 1 2  9 серпня 2008 року Анатолій Гуйдя розірвав ахіллове сухожилля і не зміг взяти участь у змаганнях. Болгарська федерація боротьби попросила іншого болгарського борця Ісмаїла Реджепа замінити Гуйдю, але він потрапив у автомобільну аварію, через що цей спортсмен не зміг виступити. Згодом звільнене місце зайняв Майк Задік зі США.[10]
3. 1 2  Петер Модош знявся з Олімпіади через медичні причини лише за кілька днів до змагань, квота дісталася борцю вільного стилю Грегорі Саррасіну зі Швейцарії[11]
4. ↑  Річард Аддіналл з Південно-Африканської Республіки спочатку виграв квоту як борець з найвищим рейтингом, але Південно-Африканська Республіка відхилила квоту, тому квота дісталася Аугусто Мідані, наступному найкращому борцю.
5. ↑  Давид Модзманашвілі з Грузії спочатку отримав квоту, але дав позитивний результат на заборонену речовину.
6. ↑  Махер Бутурі з Тунісу спочатку отримав квоту як борець з найвищим рейтингом, але Туніс відхилив квоту, наступний НОК Південної Африки також відхилив її. Оскільки борців, які мають право, більше не залишилося, квота дісталася чемпіону Африки 2008 року з Єгипту.
7. 1 2  Туніс відхилив квоту, квота пішла на останній світовий кваліфікаційний турнір.
8. ↑  Сабрін Матлуті з Тунісу спочатку виграла квоту як борчиня з найвищим рейтингом, але Туніс відхилив квоту, тому квота дісталася Анабель Алі, наступній найкращій борчині.